# Estació de Can Parellada
Can Parellada és una estació de ferrocarril de la línia R6 de la Línia Llobregat-Anoia de FGC situada a la urbanització de Can Parellada de Masquefa a la comarca de l'Anoia. Aquesta baixador de via única i una sola andana es va inaugurar el 1971.
A l'estació s'hi instal·là entre el 1997 i 1998 catenària aerea per l'electrificació de la línia entre Martorell i Igualada. Els primers trens elèctrics hi circularen el 1999.
Per fer l'estació accessible, el 2007 es remodelaren els accessos amb la construcció de rampes.
| Línia Llobregat-Anoia de FGC |           |       |          |                        |
| Procedència/Destinació       | <         | Línia | >        | Procedència/Destinació |
| Barcelona - Pl. Espanya      | La Beguda |       | Masquefa | Igualada               |